# ثيا هاريسون
ثيا هاريسون (بالإنجليزية: Thea Harrison)‏ هي كاتِبة أمريكية، ولدت في 29 مايو 1962.